# Novoguireïevo (métro de Moscou)
Novoguireïevo (en russe : Новогире́ево et en anglais : Novogireyevo) est une station de la ligne Kalininsko-Solntsevskaïa (ligne 8 jaune) du métro de Moscou, située sur le territoire du raïon Novokossino dans le district administratif est de Moscou.

## Situation sur le réseau
Établie en souterrain, à 9 mètres sous le niveau du sol, la station Novoguireïevo est située au point 137+68 de la ligne Kalininsko-Solntsevskaïa (ligne 8 jaune), entre les stations Novokossino (en direction de Novokossino), et Perovo (en direction de Tretiakovskaïa).